# Who's Your Daddy? (videogioco)
Who's Your Daddy? è un videogioco di simulazione del 2015, creato da Joe Williams e sviluppato e pubblicato da Evil Tortilla Games per Microsoft Windows, macOS, Android, Linux, PlayStation 4, PlayStation 5, Xbox One, Xbox Series X/S e Classic Mac OS. Il gioco fu finanziato per 1500 $ attraverso la nota piattaforma di crowdfunding Kickstarter, ricevendo supporto da Steam Greenlight. Nel dicembre 2015 è stata distribuita una versione in accesso anticipato.

## Modalità di gioco
Il videogioco include una modalità a singolo giocatore e una modalità multiplayer competitiva, nel quale un giocatore controlla il padre e l'altro giocatore il bambino. L'obiettivo del padre è quello di impedire la morte del bambino, allontanando i possibili oggetti che potrebbero portare alla morte del piccolo. L'obiettivo del bambino è quello di uccidersi grazie alla conoscenza di diversi atti fatali che potrebbe effettuare su di sé, tra cui bere candeggina o attaccare delle forchette in una presa elettrica. Il gioco si svolge in una casa a due piani formata da salotto, cucina, due camere da letto, due bagni, garage, giardino e altre stanze più piccole. I giocatori spesso alternano i loro ruoli per ogni turno.